# زمير (نبات)
الزُّمَّيْرُ أو القُرَيْنُ (الاسم العلمي: Rottboellia) هو جنس نبات من الفصيلة النجيلية.